# Euxoa rumelica
Euxoa rumelica är en fjärilsart som beskrevs av Charles Boursin 1935. Euxoa rumelica ingår i släktet Euxoa och familjen nattflyn. Inga underarter finns listade i Catalogue of Life.